# Fajruza
Fajruza (arab. ‏فيروزه‎) – miejscowość w Syrii, w muhafazie Himsu. W 2004 roku liczyła 6456 mieszkańców.
W 2022 w Fajruzie odsłonięto pomnik pamięci poległych żołnierzy Sił Zbrojnych Syrii.